# Моримото, Рюсэки
Рюсэки Моримото (яп. 森本龍石 Моримото Рюсэки, 3 августа 1940 года — 13 декабря 2017 года) — японский каллиграф.
Лауреат ряда наград (в том числе Почётной грамоты Кыргызской Республики (2002), правительственной награды Бразилии и премии «Ниттэн» Японской художественной академии), был почётным зарубежным членом Российской академии художеств, руководил собственной каллиграфической школой.
Рюсэки Моримото, помимо прочего, сотрудничал с Маем Митуричем-Хлебниковым. Они познакомились на выставке Моримото в Государственном музее Востока в 2000 году и впоследствии работали над совместной выставкой «Точки соприкосновения».